# Kistamási
Kistamási is een plaats (község) en gemeente in het Hongaarse comitaat Baranya. Kistamási telt 152 inwoners (2001).